# Schinziella tetragona
Schinziella tetragona är en gentianaväxtart som beskrevs av Ernest Friedrich Gilg. Schinziella tetragona ingår i släktet Schinziella och familjen gentianaväxter. Inga underarter finns listade i Catalogue of Life.